# Zijlsingel (Leiden)
De Zijlsingel is een singel gelegen aan de oostzijde van de binnenstad van Leiden. Er zijn woonboten gelegen aan de oostoever.
De Zijlsingel loopt tussen de Oude Rijn in het noorden waar de singel overgaat in de Herensingel en de Nieuwe Rijn in het zuiden waar de singel overgaat in de Zoeterwoudsesingel.

## Langs de Zijlsingel
Van noord naar zuid:
- Zijlpoort en Zijlpoortsbrug (noordoever, overgang Herensingel)
- Schrijversbrug (oostoever)
- Ankerpark (westoever)
- De Meelfabriek (westoever)
- Weverbrug (over de Zijlsingel)
- Katoenpark (westoever)
- Begraafplaats Groenesteeg (westoever)
- Singelbrug (zuidoever, overgang Zoeterwoudsesingel)